# Pěna dní
Pěna dní (v orig. L’Écume des jours, 1. vydání v roce 1947) je nejznámější román francouzského spisovatele Borise Viana (1920–1959). V díle se objevují prvky absurdity a existencialismu. Kniha se zastavila na půli cesty mezi groteskním a bezstarostným vyprávěním o lásce a příběhem o obavách z kruté smrti, demonstruje pomíjivost lidského štěstí a nemožnost uniknout osudovým ranám a společenskému systému. Příběh je vyprávěn bohatým jazykem, plným fantazie a symboliky.
Román dosáhl větší proslulosti až v 60. letech 20. století, tedy až po autorově smrti. V češtině byl poprvé vydán v roce 1967.
V Československu byla podle něj v roce 1989 v Olomouci uvedena i úspěšná stejnojmenná divadelní hra režiséra Jana Roubala a v roce 1994 i pražský stejnojmenný muzikál. V listopadu 2012 byla uvedena Pěna dní znovu, tentokrát v režii Jiřího Havelky, v pražské La Fabrice, a dále v roce 2016 oceněná inscenace v Klicperově divadle v Hradci Králové, režie SKUTR.

## Příběh
Příběh se odehrává v jakési surreálné Paříži a protagonisty jsou dvě partnerské dvojice – Chloé s Colinem a Alise s Chickem. Colin je nezměrně bohatý, pohledný mladík, který si užívá života a poté, co se zamiluje do Chloé, zdá se, že jejich štěstí nic nestojí v cestě. Colinův přítel Chick je o něco chudší, takže musí občas pracovat, ale práci nemá rád – je inženýr a jeho podřízení dělníci vydělávají více než on a skrytě se mu vysmívají. Chick je vášnivým sběratelem díla filozofa Jeana-Sol Partra, což ho stojí spoustu peněz. Colin žije ve velkém světlém bytě, kde mu vaří vybrané speciality vždy úslužný a dobře naladěný kuchař Nicolas, strýc Chickovy přítelkyně Alise. Idylický život se však začne náhle hroutit, když se Colin s Chloé ožení. Chloé vážně onemocní – v její pravé plíci vyroste leknín. Léčí se velmi obtížně – Chloé musí být v horách, stále musí mít kolem sebe spoustu květin a pít jen dvě lžičky vody denně. Colina nákladná léčba Chloé postupně ruinuje, takže musí začít pracovat, a jeho byt se z nevysvětlitelné příčiny stále scvrkává a stává se čím dál menším, temnějším a špinavějším. Kvůli finančním potížím dokonce musí propustit Nicolase, ač ten se tomu brání. Chloé se sice nakrátko uzdraví, ale její plíce je nefunkční. Záhy se objeví leknín i v druhé plíci.
Také vztah Alise s Chickem má vážné problémy. To je zapříčiněno Chickovým nesmírným obdivem k Partrovi, který vede až k fanatismu. Chick sbírá vše, co nějak souvisí s Partrem a toho využívají knihkupci, u kterých Chick nakupuje. Peníze na Partrova díla získává různými způsoby, velkou část peněz ale dostane od svého přítele Colina (původně na svatbu s Alise). Zklamaná Alise, když vidí, že Chick nemá ani na svatbu, ani na zaplacení daní, se vydává do kavárny, kde nejprve Partra přemlouvá, aby už nic nepsal. Když se přemluvit nedá, Alise jej zabije Chickovým srdcerváčem. Pak postupně zabije všechny knihkupce ve městě a zapálí všechna knihkupectví. Nakonec uhoří při jednom z požárů nedaleko Chickova domu, který sama založila krabičkou sirek, jež vzala Partrovi z kapsy. Chicka zastřelí v jeho bytě vymahači nezaplacených daní, protože nemá svůj srdcerváč a nemůže se bránit. Celá jeho sbírka Partrova díla shoří od zapáleného knihkupectví.
Chloé umírá. Colin za poslední peníze zaplatí chudinský pohřeb. Pak čeká na dřevěné lávce u hřbitova. Vždycky když leknín pod vodou vyroste nad hladinu, Colin ho zničí. Mezitím se dívá na fotku Chloé. Je pravděpodobné, že sám brzy zemře, protože přestává jíst a nevěnuje se ničemu jinému než těmto činnostem. Ani myška z jeho domácnosti mu nedokáže pomoci, a protože se už nemůže dále dívat na jeho utrpení, přemluví kočku, aby jí mohla dát hlavu do tlamy a kočka – až jí někdo šlápne na ocas – jí hlavu ukousne.

## Motivy

### Autobiografické prvky
V románu se objevují některé motivy ze skutečného Vianova života. Vian, stejně jako hlavní hrdina Colin, pocházel z celkem bohaté rodiny, která však koncem 20. let 20. století zbankrotovala, avšak jeho rodiče se stále snažili žít stylem bohatých obchodníků. Nepřehlédnutelná je také Vianova láska k hudbě, zejména jazzu (pianoctail, míchající koktejly podle zahrané melodie; melodické zvuky ulice). Například Vianův oblíbený jazzman Duke Ellington je v románu několikrát zmíněn.

### Jean-Sol Partre
Jean-Sol Partre je největší žijící filozof Vianova imaginárního světa. Colinův přítel Chick je velkým sběratelem jeho díla a vůbec všeho, co s ním nějak souvisí. Jeho koníček je ovšem tak nákladný, že jej nakonec přivede zcela na mizinu. Vzhledem k tomu, že se v celé Pěně dní neobjevují prakticky žádné Partrovy myšlenky, je Chickovo jednání karikaturou obsesivního, nesmyslného fanouškovství.
Jméno Jean Sol-Partre je slovní hříčka na filozofa Jeana-Paula Sartra, a také názvy Partrových knih v Pěně dní jsou parodií na skutečné Sartrovy knihy – např. Zvracení místo Nevolnost, Písmo a neón (La Lettre et le Néon) místo Bytí a nicota (L’Être et le Néant).

### Colinova zaměstnání
Když Colin zchudne, vystřídá několik zaměstnání, aby vydělal peníze na květiny pro Chloé.
- Nejprve pracuje v továrně na výrobu pušek. Jeho povinností je svým nahým tělem zahřívat hlavně pušek, aby rostly rovně. Práce se mu nedaří, hlavně se mu neustále kroutí, a Colin je brzy propuštěn.
- Potom pracuje v trezoru, v jehož středu dorůstá zlato. Colin musí chodit kolem sloupoví a křičet, kdykoli uvidí zloděje. Správný zaměstnanec stihne svižným krokem obejít kolem celého sloupoví jednou za směnu a protože zloději přicházejí vždy ve stejnou dobu, křik je zažene. Avšak Colin je příliš unaven, zpožďuje se, a zloději tak mohou do trezoru proniknout. Proto je Colin rovněž propuštěn.
- Nakonec získá práci, na kterou stačí – pracuje jako nosič špatných zpráv. Obchází jednotlivé rodiny a říká jim, kdy má někdo zemřít, onemocnět, ztratit zaměstnání apod. Lidé ho proto nenávidí a házejí po něm různé věci. Jednoho dne najde v pořadníku svou vlastní adresu a pochopí, že Chloé následujícího dne zemře.